# Audruicq
Audruicq is een gemeente in het Franse departement Pas-de-Calais (regio Hauts-de-France). De gemeente telde op 1 januari 2022 5.349 inwoners, die Audruicquois worden genoemd, en maakt deel uit van het arrondissement Sint-Omaars.

## Naam
De plaatsnaam heeft een Oudnederlandse herkomst. De oudste vermelding is uit het jaar 1164 als Alderwic. Het betreft een samenstelling. De betekenis van de plaatsnaam is ouden wijk; nederzetting. (Het eerste element is verbogen. De overgang van -n- naar -r- komt ook voor in het toponiem Kraaiwijk.)
De huidige Franstalige plaatsnaam is hiervan een fonetische nabootsing.
De spelling van de naam van het stadje heeft door de eeuwen heen gevarieerd. Chronologisch heette het achtereenvolgens: Ouderwich (in 1129) ; Alderwic (1155) ; Alderwic, Aldrewic (1182) ; Alderwich (1184) ; Oldervuic, Adroic, Anderwic (voor Auderwic (XII eeuw) ; Auderuuic, Auderuuich (1279) ; Audruwic (1285) ; Audrewic (1296) ; « Castrum quod olim a veterum vico Alderwicum dictum est » (XIII eeuw) ; Audruwic (XIII eeuw) ; Oudruich (1377) ; Audreviic (1426) ; Audruick (1507) ; Auderwich (1559) ; Audruwicq (1739). Hierna kreeg en behield het zijn huidige naam en spellingswijze.

## Geschiedenis
Boudewijn II, graaf van Guînes (Giezene), stichtte het stadje in 1175. Het was eertijds de hoofdplaats van het Land van Bredenarde, met naast Audruicq zelf nog de drie parochies Nortkerque (Noordkerke), Polincove (Polinkhove) en Zutkerque (Zuidkerke). Dat gebied was Nederlands tot het bij de Vrede van Nijmegen in 1678 door Frankrijk geannexeerd werd.

## Taal
Audruicq en het omliggende gebied maakte in de middeleeuwen nog deel uit van het Nederlandse taalgebied, maar raakte geleidelijk verfranst, al blijkt dat er tot in de 18de eeuw nog Vlaams voorkwam.

## Geografie
De oppervlakte van Audruicq bedroeg op 1 januari 2022 14,44 vierkante kilometer; de bevolkingsdichtheid was toen 370,4 inwoners per km².

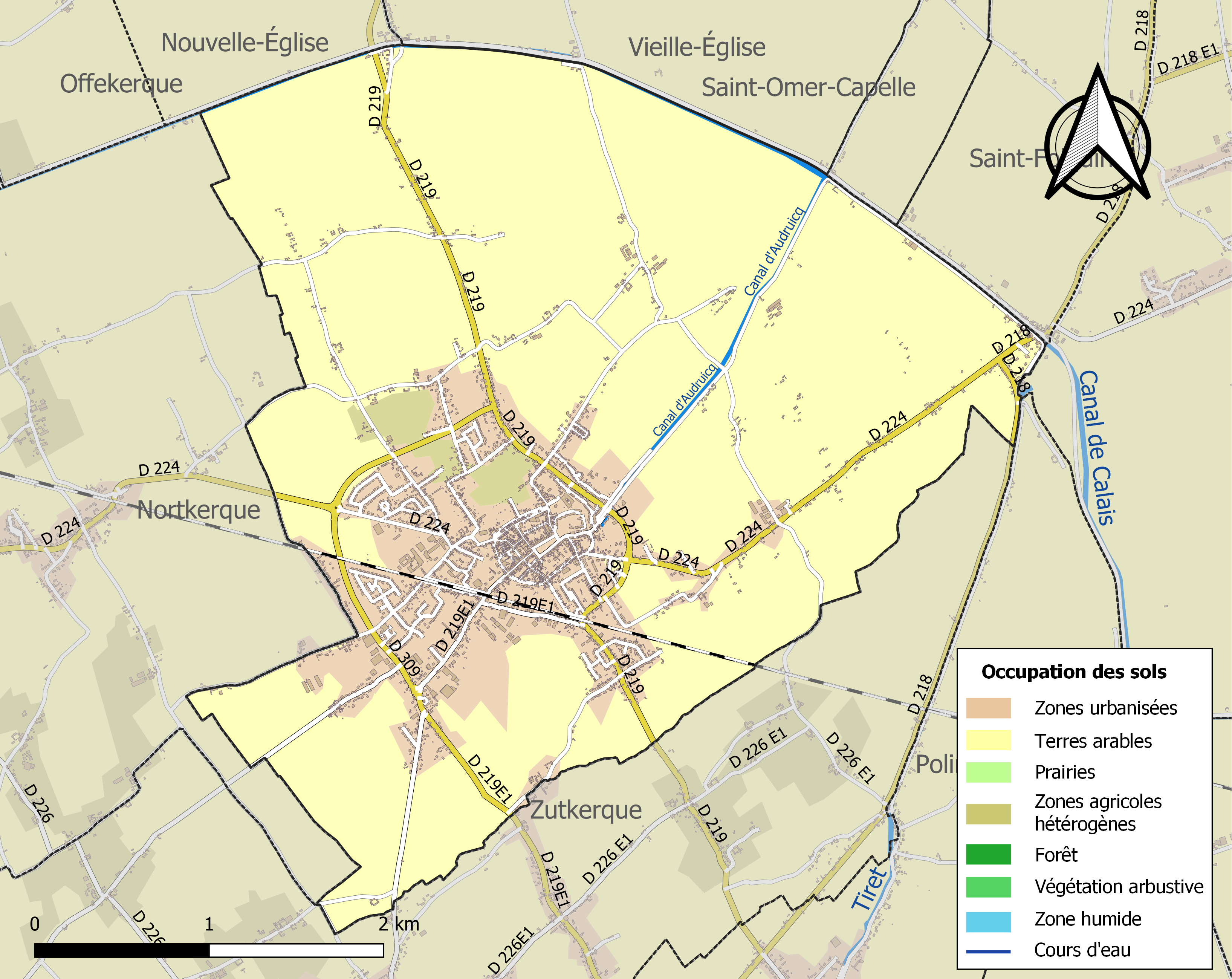
Kaart van de gemeente met belangrijkste infrastructuur, bodemgebruik en omliggende gemeenten

## Demografie
Onderstaande figuur toont het verloop van het inwonertal (bron: INSEE-tellingen).

## Verkeer en vervoer
In de gemeente ligt spoorwegstation Audruicq.

## Trivia
Volgens de omstreden Nederlandse archivaris Albert Delahaye (1915-1987) lag Dorestad niet op de plaats van het huidige Wijk bij Duurstede, maar op de plaats van Audruicq.